# Místo u moře
Místo u moře (v anglickém originále Manchester by the Sea) je americký dramatický film z roku 2016. Režie a scénáře se ujal Kenneth Lonergan. Hlavní role hrají Casey Affleck, Michelle Williamsová, Kyle Chandler, Gretchen Mol a Lucas Hedges. Natáčení začalo 23. března 2015 ve městě Manchester-by-the-Sea ve státě Massachusetts.
Film měl premiéru na filmovém festivalu Sundance 23. ledna 2016 limitovaně byl uveden do kin 18. listopadu 2016.

## Obsazení
| Casey Affleck        | Lee Chandler     |
| Michelle Williamsová | Randi            |
| Kyle Chandler        | Joe Chandler     |
| Gretchen Mol         | Elise            |
| Lucas Hedges         | Patrick Chandler |
| Tate Donovan         | hokejový trenér  |
| Kara Hayward         | Silive           |
| Erica McDermott      | Sue              |
| Matthew Broderick    | Rodney           |
| Heather Burns        | Jill             |

## Děj
Po náhlé smrti Joeho Chandlera (Kyle Chander) se jeho mladší bratr Lee (Casey Affleck) stává opatrovníkem jeho syna Patricka (Lucas Hedges). Lee se vrací svého rodného městečka, kde musí čelit své bývalé manželce Randi (Michelle Williamsová) a místní komunitě, která si pamatuje, proč odešel.

## Produkce
6. září 2014 bylo oznámeno, že Matt Damon se dal znovu dohromady s režisérem/scenáristou Kennethem Lonerganem pro film Místo u moře. Původně měl film režírovat samotný Damon, ale kvůli problémům se svým rozvrhem, předal projekt do rukou Lonergrana. Ten později řekl, že Damon a John Krasinski s projektem za ním přišli a Krasinski si měl ve filmu zahrát.Před produkce začala 8. září 2014. Na začátku ledna 2015 bylo potvrzeno, že Casey Affleck nahradí Damona v hlavní roli Leeho Chandlera. Natáčení začalo 23. března 2015 ve městě Manchester-by-the-Sea ve státě Massachusetts.

## Přijetí
Film získal pozitivní recenze od kritiků. Na recenzní stránce Rotten Tomatoes získal ze 104 započtených recenzí 97 procent s průměrným ratingem 8,9 bodů z deseti. Na serveru Metacritic snímek získal z 63 recenzí 96 bodů ze sta.

## Ocenění
| Název                                         | Datum ceremoniálu  | Kategorie                          | Nominovaný                                                                               | Výsledek  |
| --------------------------------------------- | ------------------ | ---------------------------------- | ---------------------------------------------------------------------------------------- | --------- |
| AACTA International Awards                    | 8. ledna 2017      | Nejlepší film                      | Místo u moře                                                                             | nominace  |
| AACTA International Awards                    | 8. ledna 2017      | Nejlepší režisér                   | Kenneth Lonergan                                                                         | nominace  |
| AACTA International Awards                    | 8. ledna 2017      | Nejlepší herec                     | Casey Affleck                                                                            | vítězství |
| AACTA International Awards                    | 8. ledna 2017      | Nejlepší herečka ve vedlejší roli  | Michelle Williamsová                                                                     | nominace  |
| AACTA International Awards                    | 8. ledna 2017      | Nejlepší herec ve vedlejší roli    | Lucas Hedges                                                                             | nominace  |
| AACTA International Awards                    | 8. ledna 2017      | Nejlepší scénář                    | Kenneth Lonergan                                                                         | vítězství |
| AARP Annual Movies for Grownups Awards        | 6. února 2017      | Nejlepší film                      | Místo u moře                                                                             | nominace  |
| AARP Annual Movies for Grownups Awards        | 6. února 2017      | Nejlepší režisér                   | Kenneth Lonergan                                                                         | vítězství |
| AARP Annual Movies for Grownups Awards        | 6. února 2017      | Nejlepší scénář                    | Kenneth Lonergan                                                                         | vítězství |
| ACE Eddie Awards                              | 27. ledna 2017     | Nejlepší střih – dramatický film   | Jennifer Lame                                                                            | nominace  |
| African-American Film Critics Association     | 8. února 2017      | Nejlepších deset filmů roku 2017   | Místo u moře                                                                             | 8. místo  |
| Alliance of Women Film Journalists            | 21. prosince       | Nejlepší film                      | Místo u moře                                                                             | nominace  |
| Alliance of Women Film Journalists            | 21. prosince       | Nejlepší režisér                   | Kenneth Lonergan                                                                         | nominace  |
| Alliance of Women Film Journalists            | 21. prosince       | Nejlepší herec                     | Casey Affleck                                                                            | vítězství |
| Alliance of Women Film Journalists            | 21. prosince       | Nejlepší herec ve vedlejší roli    | Lucas Hedges                                                                             | nominace  |
| Alliance of Women Film Journalists            | 21. prosince       | Nejlepší herečka ve vedlejší roli  | Michelle Williamsová                                                                     | nominace  |
| Alliance of Women Film Journalists            | 21. prosince       | Nejlepší původní scénář            | Kenneth Lonergan                                                                         | vítězství |
| Alliance of Women Film Journalists            | 21. prosince       | Nejlepší kamera                    | Jody Lee Lipes                                                                           | nominace  |
| Alliance of Women Film Journalists            | 21. prosince       | Nejlepší střih                     | Jennifer Lame                                                                            | nominace  |
| Alliance of Women Film Journalists            | 21. prosince       | Nejlepší casting                   | Douglas Aibel                                                                            | nominace  |
| Americký filmový institut                     | 8. prosince 2016   | Nejlepších deset filmů             | Místo u moře                                                                             | vítězství |
| Art Directors Guild Awards                    | 11. února 2017     | Nejlepší výprava – moderní film    | Ruth De Jong                                                                             | nominace  |
| Austin Film Critics Association               | 28. prosince 2016  | Nejlepší film                      | Místo u moře                                                                             | 5. místo  |
| Austin Film Critics Association               | 28. prosince 2016  | Nejlepší režisér                   | Kenneth Lonergan                                                                         | nominace  |
| Austin Film Critics Association               | 28. prosince 2016  | Nejlepší herec                     | Casey Affleck                                                                            | vítězství |
| Austin Film Critics Association               | 28. prosince 2016  | Nejlepší herečka ve vedlejší roli  | Michelle Williamsová                                                                     | nominace  |
| Austin Film Critics Association               | 28. prosince 2016  | Nejlepší původní scénář            | Kenneth Lonergan                                                                         | nominace  |
| Belgian Film Critics Association              | 7. ledna 2017      | Hlavní cena                        | Místo u moře                                                                             | nominace  |
| Black Reel Awards                             | 16. února 2017     | Nejlepší film                      | Místo u moře                                                                             | nominace  |
| Boston Online Film Critics Association        | 10. prosince 2016  | Nejlepších deset filmů             | Místo u moře                                                                             | 2. místo  |
| Boston Online Film Critics Association        | 10. prosince 2016  | Nejlepší herec                     | Casey Affleck                                                                            | vítězství |
| Boston Online Film Critics Association        | 10. prosince 2016  | Nejlepší herečka ve vedlejší roli  | Michelle Williamsová                                                                     | vítězství |
| Boston Online Film Critics Association        | 10. prosince 2016  | Nejlepší scénář                    | Kenneth Lonergan                                                                         | vítězství |
| Boston Society of Film Critics                | 11. prosince 2016  | Nejlepší herec                     | Casey Affleck                                                                            | vítězství |
| Boston Society of Film Critics                | 11. prosince 2016  | Nejlepší scénář                    | Kenneth Lonergan                                                                         | vítězství |
| Boston Society of Film Critics                | 11. prosince 2016  | Nejlepší režisér                   | Kenneth Lonergan                                                                         | 2. místo  |
| British Independent Film Awards               | 4. prosince 2016   | Nejlepší nezávislý film            | Lauren Beck, Matt Damon, Kenneth Lonergan, Chris Moore, Kimberly Steward a Kevin J. Wals | nominace  |
| Cena národní společnosti filmových kritiků    | 7. ledna 2017      | Nejlepší film                      | Místo u moře                                                                             | 2. místo  |
| Cena národní společnosti filmových kritiků    | 7. ledna 2017      | Nejlepší režisér                   | Kenneth Lonergan                                                                         | 3. místo  |
| Cena národní společnosti filmových kritiků    | 7. ledna 2017      | Nejlepší herec                     | Casey Affleck                                                                            | vítězství |
| Cena národní společnosti filmových kritiků    | 7. ledna 2017      | Nejlepší původní scénář            | Kenneth Lonergan                                                                         | vítězství |
| Cena národní společnosti filmových kritiků    | 7. ledna 2017      | Nejlepší herečka ve vedlejší roli  | Michelle Williamsová                                                                     | vítězství |
| Central Ohio Film Critics Association         | 5. ledna 2017      | Nejlepší film                      | Místo u moře                                                                             | 4. místo  |
| Central Ohio Film Critics Association         | 5. ledna 2017      | Nejlepší režisér                   | Kenneth Lonergan                                                                         | nominace  |
| Central Ohio Film Critics Association         | 5. ledna 2017      | Nejlepší herec                     | Casey Affleck                                                                            | nominace  |
| Central Ohio Film Critics Association         | 5. ledna 2017      | Nejlepší původní scénář            | Kenneth Lonergan                                                                         | nominace  |
| Central Ohio Film Critics Association         | 5. ledna 2017      | Nejlepší herečka ve vedlejší roli  | Michelle Williamsová                                                                     | nominace  |
| Central Ohio Film Critics Association         | 5. ledna 2017      | Nejlepší herec ve vedlejší roli    | Lucas Hedges                                                                             | nominace  |
| Central Ohio Film Critics Association         | 5. ledna 2017      | Nejlepší střih                     | Jennifer Lame                                                                            | nominace  |
| Central Ohio Film Critics Association         | 5. ledna 2017      | Nejlepší obsazení                  | Místo u moře                                                                             | nominace  |
| Central Ohio Film Critics Association         | 5. ledna 2017      | Herec roku (pro příkladnou práci)  | Michelle Williamsová                                                                     | nominace  |
| Central Ohio Film Critics Association         | 5. ledna 2017      | Objev roku                         | Lucas Hedges                                                                             | nominace  |
| Critics' Choice Movie Awards                  |                    | Nejlepší film                      | Místo u moře                                                                             | nominace  |
| Critics' Choice Movie Awards                  |                    | Nejlepší režisér                   | Kenneth Lonergan                                                                         | nominace  |
| Critics' Choice Movie Awards                  |                    | Nejlepší herec                     | Casey Affleck                                                                            | vítězství |
| Critics' Choice Movie Awards                  |                    | Nejlepší herečka ve vedlejší roli  | Michelle Williamsová                                                                     | nominace  |
| Critics' Choice Movie Awards                  |                    | Nejlepší herec ve vedlejší roli    | Lucas Hedges                                                                             | nominace  |
| Critics' Choice Movie Awards                  |                    | Nejlepší mladý herec               | Lucas Hedges                                                                             | vítězství |
| Critics' Choice Movie Awards                  |                    | Nejlepší původní scénář            | Kenneth Lonergan (remíza s Damienem Chazellou)                                           | vítězství |
| Critics' Choice Movie Awards                  |                    | Nejlepší obsazení                  | Místo u moře                                                                             | nominace  |
| Dallas–Fort Worth Film Critics Association    | 13. prosince 2016  | Nejlepší film                      | Místo u moře                                                                             | 2. místo  |
| Dallas–Fort Worth Film Critics Association    | 13. prosince 2016  | Nejlepší herec                     | Casey Affleck                                                                            | vítězství |
| Dallas–Fort Worth Film Critics Association    | 13. prosince 2016  | Nejlepší herečka ve vedlejší roli  | Michelle Williamsová                                                                     | 3. místo  |
| Dallas–Fort Worth Film Critics Association    | 13. prosince 2016  | Nejlepší herec ve vedlejší roli    | Lucas Hedges                                                                             | 4. místo  |
| Dallas–Fort Worth Film Critics Association    | 13. prosince 2016  | Nejlepší režisér                   | Kenneth Lonergan                                                                         | 3. místo  |
| Dallas–Fort Worth Film Critics Association    | 13. prosince 2016  | Nejlepší původní scénář            | Kenneth Lonergan                                                                         | vítězství |
| Denver Film Critics Society                   | 16. ledna 2017     | Nejlepší film                      | Místo u moře                                                                             | nominace  |
| Denver Film Critics Society                   | 16. ledna 2017     | Nejlepší režisér                   | Kenneth Lonergan                                                                         | nominace  |
| Denver Film Critics Society                   | 16. ledna 2017     | Nejlepší původní scénář            | Kenneth Lonergan                                                                         | nominace  |
| Denver Film Critics Society                   | 16. ledna 2017     | Nejlepší herec                     | Casey Affleck                                                                            | vítězství |
| Denver Film Critics Society                   | 16. ledna 2017     | Nejlepší herečka ve vedlejší roli  | Michelle Williamsová                                                                     | nominace  |
| Detroit Film Critics Society                  | 19. prosince 2016  | Nejlepší film                      | Místo u moře                                                                             | nominace  |
| Detroit Film Critics Society                  | 19. prosince 2016  | Nejlepší herec                     | Casey Affleck                                                                            | vítězství |
| Detroit Film Critics Society                  | 19. prosince 2016  | Nejlepší herečka ve vedlejší roli  | Michelle Williamsová                                                                     | nominace  |
| Detroit Film Critics Society                  | 19. prosince 2016  | Nejlepší herec ve vedlejší roli    | Lucas Hedges                                                                             | nominace  |
| Detroit Film Critics Society                  | 19. prosince 2016  | Nejlepší režie                     | Kenneth Lonergan                                                                         | nominace  |
| Detroit Film Critics Society                  | 19. prosince 2016  | Nejlepší scénář                    | Kenneth Lonergan                                                                         | nominace  |
| Detroit Film Critics Society                  | 19. prosince 2016  | Objev roku                         | Lucas Hedges                                                                             | nominace  |
| Detroit Film Critics Society                  | 19. prosince 2016  | Nejlepší obsazení                  | Místo u moře                                                                             | nominace  |
| Directors Guild of America Awards             | 4. února 2017      | Nejlepší režie – film              | Kenneth Lonergan                                                                         | nominace  |
| Dorian Awards                                 | 26. ledna 2017     | Nejlepší film                      | Místo u moře                                                                             | nominace  |
| Dorian Awards                                 | 26. ledna 2017     | Nejlepší režie                     | Kenneth Lonergan                                                                         | nominace  |
| Dorian Awards                                 | 26. ledna 2017     | Nejlepší scénář                    | Kenneth Lonergan                                                                         | nominace  |
| Dorian Awards                                 | 26. ledna 2017     | Nejlepší herec                     | Casey Affleck                                                                            | nominace  |
| Empire Awards                                 | 19. března 2017    | Nejlepší herec                     | Casey Affleck                                                                            | nominace  |
| Filmová cena Britské akademie                 | 12. února 2017     | Nejlepší film                      | Místo u moře                                                                             | nominace  |
| Filmová cena Britské akademie                 | 12. února 2017     | Nejlepší herec                     | Casey Affleck                                                                            | vítězství |
| Filmová cena Britské akademie                 | 12. února 2017     | Nejlepší herečka ve vedlejší roli  | Michelle Williamsová                                                                     | nominace  |
| Filmová cena Britské akademie                 | 12. února 2017     | Nejlepší původní scénář            | Kenneth Lonergan                                                                         | vítězství |
| Filmová cena Britské akademie                 | 12. února 2017     | Nejlepší režie                     | Kenneth Lonergan                                                                         | nominace  |
| Filmová cena Britské akademie                 | 12. února 2017     | Nejlepší střih                     | Jennifer Lame                                                                            | nominace  |
| Filmový festival Lisbon & Estoril             | 13. listopadu 2016 | Nejlepší film                      | Místo u moře                                                                             | nominace  |
| Filmový festival v Římě                       | 23. října 2016     | BNL People's Choice Award          | Místo u moře                                                                             | nominace  |
| Florida Film Critics Circle                   | 23. prosince 2016  | Nejlepší film                      | Místo u moře                                                                             | nominace  |
| Florida Film Critics Circle                   | 23. prosince 2016  | Nejlepší režie                     | Kenneth Lonergan                                                                         | nominace  |
| Florida Film Critics Circle                   | 23. prosince 2016  | Nejlepší herec v hlavní roli       | Casey Affleck                                                                            | vítězství |
| Florida Film Critics Circle                   | 23. prosince 2016  | Nejlepší herečka ve vedlejší roli  | Michelle Williamsová                                                                     | vítězství |
| Florida Film Critics Circle                   | 23. prosince 2016  | Nejlepší obsazení                  | Místo u moře                                                                             | nominace  |
| Florida Film Critics Circle                   | 23. prosince 2016  | Nejlepší scénář                    | Kenneth Lonergan                                                                         | 2. místo  |
| Florida Film Critics Circle                   | 23. prosince 2016  | Objev roku                         | Lucas Hedges                                                                             | 2. místo  |
| Golden Tomato Awards                          | 12. ledna 2016     | Nejlepší film s širokým rozšířením | Místo u moře                                                                             | 9. místo  |
| Golden Tomato Awards                          | 12. ledna 2016     | Nejlepší dramatický film           | Místo u moře                                                                             | 2. místo  |
| Gotham Awards                                 | 28. listopadu 2016 | Nejlepší film                      | Místo u moře                                                                             | nominace  |
| Gotham Awards                                 | 28. listopadu 2016 | Nejlepší herec v hlavní roli       | Casey Affleck                                                                            | vítězství |
| Gotham Awards                                 | 28. listopadu 2016 | Nejlepší scénář                    | Kenneth Lonergan                                                                         | nominace  |
| Gotham Awards                                 | 28. listopadu 2016 | Objev roku - herec                 | Lucas Hedges                                                                             | nominace  |
| Gotham Awards                                 | 28. listopadu 2016 | Cena publika                       | Místo u moře                                                                             | nominace  |
| Hollywood Film Awards                         | 6. listopadu 2016  | Nejlepší holywoodský scenárista    | Kenneth Lonergan                                                                         | vítězství |
| Houston Film Critics Society                  | 6. ledna 2017      | Nejlepší film                      | Místo u moře                                                                             | nominace  |
| Houston Film Critics Society                  | 6. ledna 2017      | Nejlepší herec v hlavní roli       | Casey Affleck                                                                            | vítězství |
| Houston Film Critics Society                  | 6. ledna 2017      | Nejlepší herec ve vedlejší roli    | Lucas Hedges                                                                             | nominace  |
| Houston Film Critics Society                  | 6. ledna 2017      | Nejlepší herečka ve vedlejší roli  | Michelle Williamsová                                                                     | nominace  |
| Houston Film Critics Society                  | 6. ledna 2017      | Nejlepší režie                     | Kenneth Lonergan                                                                         | nominace  |
| Houston Film Critics Society                  | 6. ledna 2017      | Nejlepší scénář                    | Kenneth Lonergan                                                                         | nominace  |
| Independent Spirit Awards                     | 25. února 2017     | Nejlepší film                      | Místo u moře                                                                             | nominace  |
| Independent Spirit Awards                     | 25. února 2017     | Nejlepší herec v hlavní roli       | Casey Affleck                                                                            | vítězství |
| Independent Spirit Awards                     | 25. února 2017     | Nejlepší herec ve vedlejší roli    | Lucas Hedges                                                                             | nominace  |
| Independent Spirit Awards                     | 25. února 2017     | Nejlepší scénář                    | Kenneth Lonergan                                                                         | nominace  |
| Independent Spirit Awards                     | 25. února 2017     | Nejlepší střih                     | Jennifer Lame                                                                            | nominace  |
| Indiana Film Journalists Association          | 19. prosince 2016  | Nejlepší film                      | Místo u moře                                                                             | nominace  |
| Indiana Film Journalists Association          | 19. prosince 2016  | Nejlepší režie                     | Kenneth Lonergan                                                                         | 2. místo  |
| Indiana Film Journalists Association          | 19. prosince 2016  | Nejlepší původní scénář            | Kenneth Lonergan                                                                         | vítězství |
| Indiana Film Journalists Association          | 19. prosince 2016  | Nejlepší herec v hlavní roli       | Casey Affleck                                                                            | vítězství |
| IndieWire Critics Poll                        | 19. prosince 2016  | Nejlepší film                      | Místo u moře                                                                             | 2. místo  |
| IndieWire Critics Poll                        | 19. prosince 2016  | Nejlepší režie                     | Kenneth Lonergan                                                                         | 4. místo  |
| IndieWire Critics Poll                        | 19. prosince 2016  | Nejlepší herec v hlavní roli       | Casey Affleck                                                                            | vítězství |
| IndieWire Critics Poll                        | 19. prosince 2016  | Nejlepší herečka ve vedlejší roli  | Michelle Williamsová                                                                     | 2. místo  |
| IndieWire Critics Poll                        | 19. prosince 2016  | Nejlepší herec ve vedlejší roli    | Lucas Hedges                                                                             | 3. místo  |
| IndieWire Critics Poll                        | 19. prosince 2016  | Nejlepší původní scénář            | Kenneth Lonergan                                                                         | vítězství |
| IndieWire Critics Poll                        | 19. prosince 2016  | Nejlepší střih                     | Jennifer Lame                                                                            | 6. místo  |
| Iowa Film Critics Association                 | 10. ledna 2017     | Nejlepší film                      | Místo u moře                                                                             | nominace  |
| Iowa Film Critics Association                 | 10. ledna 2017     | Nejlepší režie                     | Kenneth Lonergan                                                                         | nominace  |
| Iowa Film Critics Association                 | 10. ledna 2017     | Nejlepší herec v hlavní roli       | Casey Affleck                                                                            | vítězství |
| Iowa Film Critics Association                 | 10. ledna 2017     | Nejlepší herec ve vedlejší roli    | Lucas Hedges                                                                             | nominace  |
| Iowa Film Critics Association                 | 10. ledna 2017     | Nejlepší herečka ve vedlejší roli  | Michelle Williamsová                                                                     | nominace  |
| Irish Film & Television Awards                | 8. dubna 2017      | Nejlepší mezinárodní film          | Místo u moře                                                                             | nominace  |
| Irish Film & Television Awards                | 8. dubna 2017      | Nejlepší mezinárodní herec         | Casey Affleck                                                                            | vítězství |
| Las Vegas Film Critics Society                | 16. prosince 2016  | Nejlepší film                      | Místo u moře                                                                             | 3. místo  |
| Las Vegas Film Critics Society                | 16. prosince 2016  | Nejlepší původní scénář            | Kenneth Lonergan                                                                         | nominace  |
| Las Vegas Film Critics Society                | 16. prosince 2016  | Nejlepší herec v hlavní roli       | Casey Affleck                                                                            | vítězství |
| Las Vegas Film Critics Society                | 16. prosince 2016  | Nejlepší herec ve vedlejší roli    | Lucas Hedges                                                                             | nominace  |
| Las Vegas Film Critics Society                | 16. prosince 2016  | Nejlepší herečka ve vedlejší roli  | Michelle Williamsová                                                                     | nominace  |
| Las Vegas Film Critics Society                | 16. prosince 2016  | Nejlepší obsazení                  | Místo u moře                                                                             | nominace  |
| Las Vegas Film Critics Society                | 16. prosince 2016  | Nejlepší mladá herečka/mladý herec | Lucas Hedges                                                                             | vítězství |
| Location Managers Guild Awards                | 8. dubna 2017      | Nejlepší lokace – moderní film     | Alex Berard a Kai Quinlan                                                                | nominace  |
| London Film Critics Circle                    | 22. ledna 2017     | Nejlepší film                      | Místo u moře                                                                             | nominace  |
| London Film Critics Circle                    | 22. ledna 2017     | Nejlepší režie                     | Kenneth Lonergan                                                                         | nominace  |
| London Film Critics Circle                    | 22. ledna 2017     | Nejlepší herec v hlavní roli       | Casey Affleck                                                                            | vítězství |
| London Film Critics Circle                    | 22. ledna 2017     | Nejlepší herečka ve vedlejší roli  | Michelle Williamsová                                                                     | nominace  |
| London Film Critics Circle                    | 22. ledna 2017     | Nejlepší původní scénář            | Kenneth Lonergan                                                                         | vítězství |
| Los Angeles Film Critics Association          | 4. prosince 2016   | Nejlepší herec v hlavní roli       | Casey Affleck                                                                            | 2. místo  |
| Los Angeles Film Critics Association          | 4. prosince 2016   | Nejlepší herečka ve vedlejší roli  | Michelle Williamsová                                                                     | 2. místo  |
| Los Angeles Film Critics Association          | 4. prosince 2016   | Nejlepší scénář                    | Kenneth Lonergan                                                                         | 2. místo  |
| Make-Up Artists and Hair Stylists Guild       | 19. února 2017     | Nejlepší masky – moderní film      | Liz Bernstrom a Sherryn Smith                                                            | nominace  |
| Mezinárodní filmový festival v Palm Springs   | 2. ledna 2017      | Desert Palm Achievement Award      | Casey Affleck                                                                            | vítězství |
| Mezinárodní filmový festival ve Stockholmu    | 20. listopadu 2016 | Cena bronzového koně               | Místo u moře                                                                             | nominace  |
| National Board of Review                      | 4. ledna 2017      | Nejlepších deset filmů             | Místo u moře                                                                             | vítězství |
| National Board of Review                      | 4. ledna 2017      | Nejlepší film                      | Místo u moře                                                                             | vítězství |
| National Board of Review                      | 4. ledna 2017      | Nejlepší herec                     | Casey Affleck                                                                            | vítězství |
| National Board of Review                      | 4. ledna 2017      | Nejlepší původní scénář            | Kenneth Lonergan                                                                         | vítězství |
| National Board of Review                      | 4. ledna 2017      | Objev roku - herec                 | Lucas Hedges                                                                             | vítězství |
| New York Film Critics Online                  | 11. prosince 2016  | Nejlepší herec                     | Casey Affleck                                                                            | vítězství |
| New York Film Critics Online                  | 11. prosince 2016  | Nejlepších dvanáct filmů           | Místo u moře                                                                             | vítězství |
| New York Film Critics Circle                  | 1. prosince 2016   | Nejlepší herec                     | Casey Affleck                                                                            | vítězství |
| New York Film Critics Circle                  | 1. prosince 2016   | Nejlepší herečka ve vedlejší roli  | Michelle Williamsová                                                                     | vítězství |
| New York Film Critics Circle                  | 1. prosince 2016   | Nejlepší scénář                    | Kenneth Lonergan                                                                         | vítězství |
| North Carolina Film Critics Association       | 2. ledna 2017      | Nejlepší film                      | Místo u moře                                                                             | nominace  |
| North Carolina Film Critics Association       | 2. ledna 2017      | Nejlepší režie                     | Kenneth Lonergan                                                                         | nominace  |
| North Carolina Film Critics Association       | 2. ledna 2017      | Nejlepší původní scénář            | Kenneth Lonergan                                                                         | nominace  |
| North Carolina Film Critics Association       | 2. ledna 2017      | Nejlepší herec v hlavní roli       | Casey Affleck                                                                            | vítězství |
| North Carolina Film Critics Association       | 2. ledna 2017      | Nejlepší herec ve vedlejší roli    | Lucas Hedges                                                                             | nominace  |
| North Carolina Film Critics Association       | 2. ledna 2017      | Nejlepší herečka ve vedlejší roli  | Michelle Williamsová                                                                     | nominace  |
| Online Film Critics Society                   | 3. ledna 2017      | Nejlepší film                      | Místo u moře                                                                             | nominace  |
| Online Film Critics Society                   | 3. ledna 2017      | Nejlepší režie                     | Kenneth Lonergan                                                                         | nominace  |
| Online Film Critics Society                   | 3. ledna 2017      | Nejlepší herec v hlavní roli       | Casey Affleck                                                                            | vítězství |
| Online Film Critics Society                   | 3. ledna 2017      | Nejlepší herečka ve vedlejší roli  | Michelle Williamsová                                                                     | nominace  |
| Online Film Critics Society                   | 3. ledna 2017      | Nejlepší herec ve vedlejší roli    | Lucas Hedges                                                                             | nominace  |
| Online Film Critics Society                   | 3. ledna 2017      | Nejlepší původní scénář            | Kenneth Lonergan                                                                         | nominace  |
| Oscar                                         | 26. února 2017     | Nejlepší film                      | Místo u moře                                                                             | nominace  |
| Oscar                                         | 26. února 2017     | Nejlepší režie                     | Kenneth Lonergan                                                                         | nominace  |
| Oscar                                         | 26. února 2017     | Nejlepší herec v hlavní roli       | Casey Affleck                                                                            | vítězství |
| Oscar                                         | 26. února 2017     | Nejlepší původní scénář            | Kenneth Lonergan                                                                         | vítězství |
| Oscar                                         | 26. února 2017     | Nejlepší herec ve vedlejší roli    | Lucas Hedges                                                                             | nominace  |
| Oscar                                         | 26. února 2017     | Nejlepší herečka ve vedlejší roli  | Michelle Williamsová                                                                     | nominace  |
| Producers Guild of America                    | 28. ledna 2017     | Nejlepší producenti – film         | Lauren Beck, Matt Damon, Chris Moore, Kimberly Steward a Kevin J. Walsh                  | nominace  |
| San Diego Film Critics Society                | 12. prosince 2016  | Nejlepší film                      | Místo u moře                                                                             | nominace  |
| San Diego Film Critics Society                | 12. prosince 2016  | Nejlepší režisér                   | Kenneth Lonergan                                                                         | nominace  |
| San Diego Film Critics Society                | 12. prosince 2016  | Nejlepší herec                     | Casey Affleck                                                                            | vítězství |
| San Diego Film Critics Society                | 12. prosince 2016  | Nejlepší herečka ve vedlejší roli  | Michelle Williamsová                                                                     | vítězství |
| San Diego Film Critics Society                | 12. prosince 2016  | Nejlepší původní scénář            | Kenneth Lonergan                                                                         | nominace  |
| San Diego Film Critics Society                | 12. prosince 2016  | Objev roku                         | Lucas Hedges                                                                             | 2. místo  |
| San Francisco Film Critics Circle             | 11. prosince 2016  | Nejlepší film                      | Místo u moře                                                                             | nominace  |
| San Francisco Film Critics Circle             | 11. prosince 2016  | Nejlepší režisér                   | Kenneth Lonergan                                                                         | nominace  |
| San Francisco Film Critics Circle             | 11. prosince 2016  | Nejlepší herec                     | Casey Affleck                                                                            | nominace  |
| San Francisco Film Critics Circle             | 11. prosince 2016  | Nejlepší herec ve vedlejší roli    | Michelle Williamsová                                                                     | nominace  |
| San Francisco Film Critics Circle             | 11. prosince 2016  | Nejlepší původní scénář            | Kenneth Lonergan (remíza s Barrym Jenkinsem)                                             | vítězství |
| San Francisco Film Critics Circle             | 11. prosince 2016  | Nejlepší střih                     | Jennifer Lame                                                                            | nominace  |
| Satellite Awards                              | 19. února 2017     | Nejlepší film                      | Místo u moře (remíza s filmem La La Land)                                                | vítězství |
| Satellite Awards                              | 19. února 2017     | Nejlepší režisér                   | Kenneth Lonergan                                                                         | vítězství |
| Satellite Awards                              | 19. února 2017     | Nejlepší herec                     | Casey Affleck                                                                            | nominace  |
| Satellite Awards                              | 19. února 2017     | Nejlepší herec ve vedlejší roli    | Lucas Hedges                                                                             | nominace  |
| Satellite Awards                              | 19. února 2017     | Nejlepší herečka ve vedlejší roli  | Michelle Williamsová                                                                     | nominace  |
| Satellite Awards                              | 19. února 2017     | Nejlepší původní scénář            | Kenneth Lonergan                                                                         | nominace  |
| Satellite Awards                              | 19. února 2017     | Nejlepší hudba                     | Lesley Barber                                                                            | nominace  |
| Screen Actors Guild Awards                    | 29. ledna 2017     | Nejlepší herec v hlavní roli       | Casey Affleck                                                                            | nominace  |
| Screen Actors Guild Awards                    | 29. ledna 2017     | Nejlepší herec ve vedlejší roli    | Lucas Hedges                                                                             | nominace  |
| Screen Actors Guild Awards                    | 29. ledna 2017     | Nejlepší herečka ve vedlejší roli  | Michelle Williamsová                                                                     | nominace  |
| Screen Actors Guild Awards                    | 29. ledna 2017     | Nejlepší obsazení                  | Kenneth Lonergan                                                                         | nominace  |
| St. Louis Film Critics Association            | 18. prosince 2016  | Nejlepší film                      | Místo u moře (remíza s filmem Za každou cenu)                                            | 2. místo  |
| St. Louis Film Critics Association            | 18. prosince 2016  | Nejlepší režisér                   | Kenneth Lonergan (remíza s Denisem Villeneuvem)                                          | 2. místo  |
| St. Louis Film Critics Association            | 18. prosince 2016  | Nejlepší herec                     | Casey Affleck                                                                            | vítězství |
| St. Louis Film Critics Association            | 18. prosince 2016  | Nejlepší herec ve vedlejší roli    | Lucas Hedges                                                                             | 2. místo  |
| St. Louis Film Critics Association            | 18. prosince 2016  | Nejlepší herečka ve vedlejší roli  | Michelle Williamsová                                                                     | 2. místo  |
| St. Louis Film Critics Association            | 18. prosince 2016  | Nejlepší původní scénář            | Kenneth Lonergan                                                                         | 2. místo  |
| St. Louis Film Critics Association            | 18. prosince 2016  | Nejlepší scénář                    | Místo u moře                                                                             | nominace  |
| Toronto Film Critics Association              | 11. prosince 2016  | Nejlepší film                      | Místo u moře                                                                             | 2. místo  |
| Toronto Film Critics Association              | 11. prosince 2016  | Nejlepší herec                     | Casey Affleck                                                                            | 2. místo  |
| Toronto Film Critics Association              | 11. prosince 2016  | Nejlepší herečka ve vedlejší roli  | Michelle Williamsová                                                                     | vítězství |
| Toronto Film Critics Association              | 11. prosince 2016  | Nejlepší scénář                    | Kenneth Lonergan                                                                         | vítězství |
| Vancouver Film Critics Circle                 | 20. prosince 2016  | Nejlepší film                      | Místo u moře                                                                             | vítězství |
| Vancouver Film Critics Circle                 | 20. prosince 2016  | Nejlepší herec                     | Casey Affleck                                                                            | vítězství |
| Vancouver Film Critics Circle                 | 20. prosince 2016  | Nejlepší herec ve vedlejší roli    | Lucas Hedges                                                                             | nominace  |
| Vancouver Film Critics Circle                 | 20. prosince 2016  | Nejlepší herečka ve vedlejší roli  | Michelle Williamsová                                                                     | vítězství |
| Vancouver Film Critics Circle                 | 20. prosince 2016  | Nejlepší režisér                   | Kenneth Lonergan                                                                         | vítězství |
| Vancouver Film Critics Circle                 | 20. prosince 2016  | Nejlepší scénář                    | Kenneth Lonergan                                                                         | vítězství |
| Washington D.C. Area Film Critics Association | 5. prosince 2016   | Nejlepší film                      | Místo u moře                                                                             | nominace  |
| Washington D.C. Area Film Critics Association | 5. prosince 2016   | Nejlepší režisér                   | Kenneth Lonergan                                                                         | nominace  |
| Washington D.C. Area Film Critics Association | 5. prosince 2016   | Nejlepší herec                     | Casey Affleck                                                                            | vítězství |
| Washington D.C. Area Film Critics Association | 5. prosince 2016   | Nejlepší herec ve vedlejší roli    | Lucas Hedges                                                                             | nominace  |
| Washington D.C. Area Film Critics Association | 5. prosince 2016   | Nejlepší herečka ve vedlejší roli  | Michelle Williamsová                                                                     | nominace  |
| Washington D.C. Area Film Critics Association | 5. prosince 2016   | Nejlepší mladý herec               | Lucas Hedges                                                                             | vítězství |
| Washington D.C. Area Film Critics Association | 5. prosince 2016   | Nejlepší obsazení                  | Místo u moře                                                                             | nominace  |
| Washington D.C. Area Film Critics Association | 5. prosince 2016   | Nejlepší původní scénář            | Kenneth Lonergan                                                                         | nominace  |
| Women Film Critics Circle                     | 19. prosince 2016  | Nejlepší herec                     | Casey Affleck                                                                            | vítězství |
| Writers Guild of America Awards               | 19. února 2017     | Nejlepší původní scénář            | Kenneth Lonergan                                                                         | nominace  |
| Zlatý glóbus                                  | 8. ledna 2017      | Nejlepší film                      | Místo u moře                                                                             | nominace  |
| Zlatý glóbus                                  | 8. ledna 2017      | Nejlepší herec                     | Casey Affleck                                                                            | vítězství |
| Zlatý glóbus                                  | 8. ledna 2017      | Nejlepší herečka ve vedlejší roli  | Michelle Williamsová                                                                     | nominace  |
| Zlatý glóbus                                  | 8. ledna 2017      | Nejlepší scénář                    | Kenneth Lonergan                                                                         | nominace  |
| Zlatý glóbus                                  | 8. ledna 2017      | Nejlepší režisér                   | Kenneth Lonergan                                                                         | nominace  |